# Rap Attack
Albums de Whodini
Six
(1996) Funky Beat: The Best of Whodini
(2006)
Rap Attack est une compilation de Whodini, sortie le 1er juillet 2003.

## Liste des titres
| No  | Titre                                  | Durée |
| --- | -------------------------------------- | ----- |
| 1.  | Friends                                | 4:39  |
| 2.  | One Love                               | 5:33  |
| 3.  | Funky Beat                             | 5:02  |
| 4.  | Haunted House of Rock                  | 6:32  |
| 5.  | Big Mouth                              | 2:48  |
| 6.  | Freaks Come Out at Night               | 4:43  |
| 7.  | Be Yourself (featuring Millie Jackson) | 3:24  |
| 8.  | Magic's Wand                           | 5:39  |
| 9.  | Growing Up                             | 5:15  |
| 10. | Five Minutes of Funk                   | 5:23  |